# Ločenice, České Budějovice
Ločenice là một làng thuộc huyện České Budějovice, vùng Jihočeský, Cộng hòa Séc.